# Thị trường hàng hóa

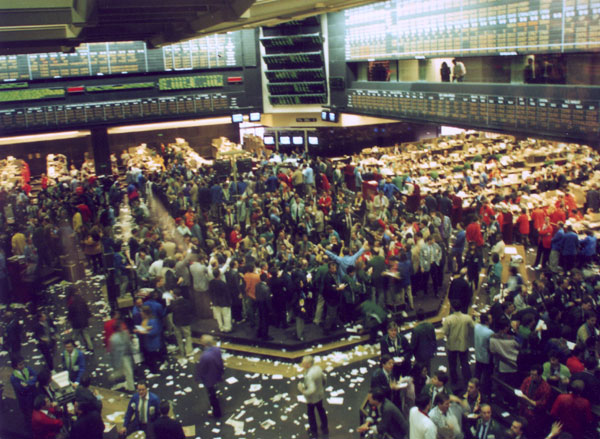
Chicago Board of Trade Corn Futures market, 1993

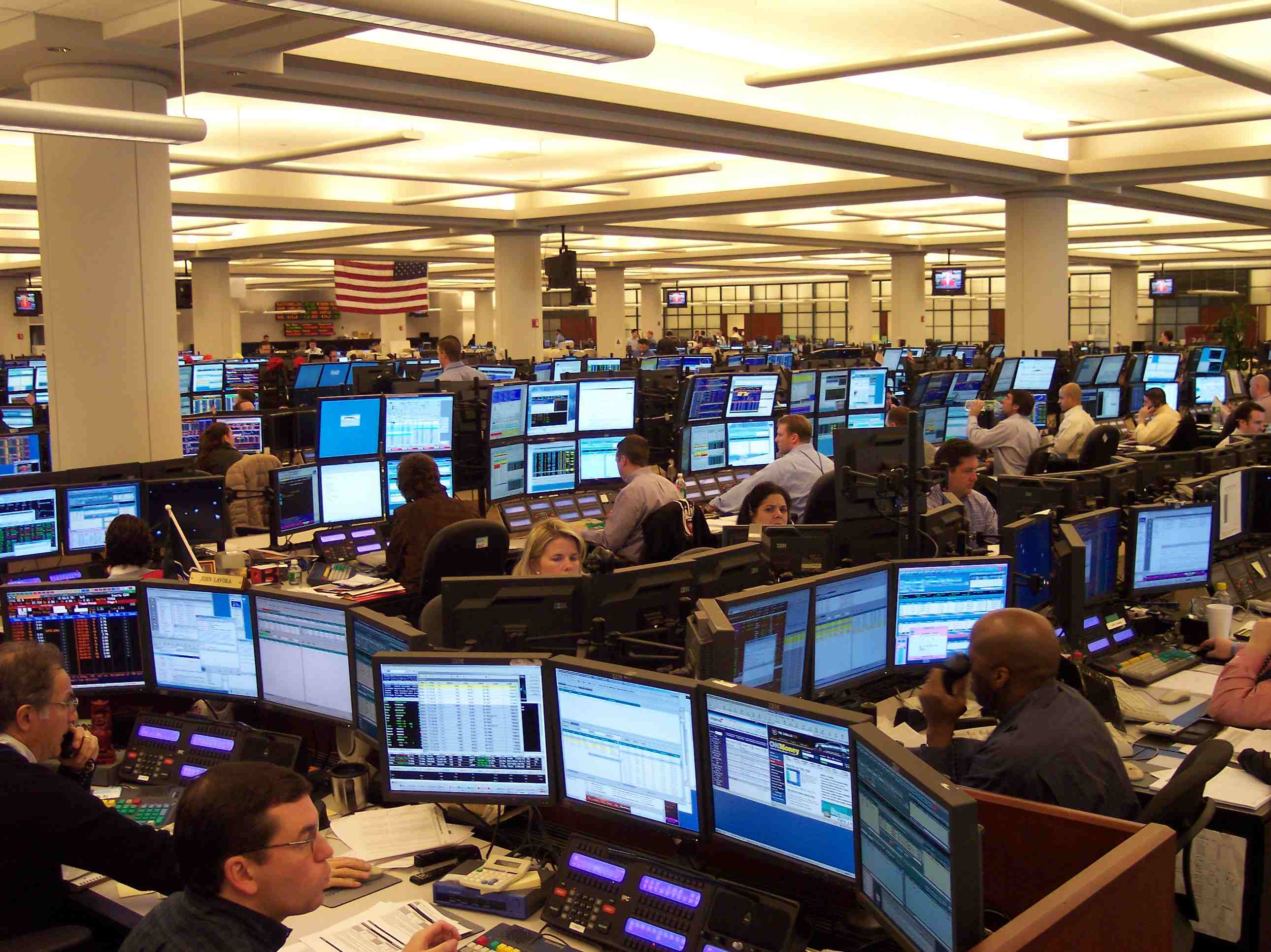
Oil traders, Houston, 2009

Thị trường hàng hóa (tiếng Anh: Commodity market) được biết đến là một thị trường giao dịch trong Khối kinh tế chủ đạo hơn là các giao dịch hàng hóa sản xuất như ca cao, trái cây, đường... Một số loại hàng hóa được khai thác trong tự nhiên như vàng, dầu... Hợp đồng kỳ hạn là hình thức đầu tư hàng hóa lâu đời nhất. Thị trường hàng hóa bao gồm giao dịch vật chất và giao dịch phái sinh bằng cách sử dụng giá giao ngay, hợp đồng kỳ hạn, hợp đồng kỳ hạn tiêu chuẩn và hợp đồng quyền chọn. Trong suốt nhiều thế kỷ, người nông dân đã sử dụng hình thức giao dịch phái sinh đơn giản để phòng ngừa rủi ro về giá.
Phái sinh trong giao dịch kinh tế đó là một dạng hợp đồng mà giá trị của nó (ở đây là phái sinh hàng hóa) dựa trên giá trị tài sản cơ sở là hàng hóa. Giao dịch phái sinh hàng hóa thông qua các Sở Giao dịch Hàng hóa tập trung hoặc giao dịch trên Thị trường phi tập trung (Over – the – counter: OTC). Ngày càng nhiều các công cụ phái sinh được giao dịch thông qua hệ thống trung tâm thanh toán bù trừ mà ở đó cung ứng dịch vụ bù trừ, thanh toán trên Sở Giao dịch cũng như đối với thị trường phi tập trung (OTC) 
Các công cụ phái sinh như hợp đồng kỳ hạn (forward), kỳ hạn tiêu chuẩn (futures), hoán đổi (Swaps) (1970s), hàng hóa giao dịch trên thị trường phi tập trung (Exchange Traded Commodity – ETC) (2003s) đã trở thành công cụ giao dịch chính trên thị trường hàng hóa. Hợp đồng kỳ hạn tiêu chuẩn giao dịch trên Sở Giao dịch hàng hóa được pháp luật quy định. Hợp đồng kỳ hạn giao dịch trên thị trường phi tập trung (OTC) là hợp đồng song phương được thỏa thuận riêng biệt và ký kết trực tiếp với nhau.
Các Quỹ hoán đổi ETF (Exchange – Traded fun) bắt đầu xuất hiện giao dịch hàng hóa vào năm 2003. ETF vàng dựa trên "vàng điện tử" không yêu cầu quyền sở hữu vàng thỏi vật chất, với chi phí bảo hiểm và lưu kho như thị trường vàng thỏi London. Theo Hội đồng Vàng Thế giới (WGC), ETF cho phép các nhà đầu tư tiếp cận với thị trường vàng mà không gặp rủi ro về biến động giá liên quan đến vàng như một hàng hóa vật chất.

## Lịch sử
Tiền bản vị hàng hóa và thị trường hàng hóa sơ khai được cho là có nguồn gốc từ Sumer, khoảng 4500 – 4000 năm trước Công nguyên. Thời đó, người Sumer sử dụng các thẻ đất sét được đặt trong bình và sau đó là các bảng chữ viết trên đất sét để biểu thị cho số lượng – ví dụ, số lượng dê sẽ được giao... [9] [10] Những cam kết về thời gian và ngày giao hàng này giống như một hợp đồng kỳ hạn.
Các nền văn minh cổ đại đã sử dụng rất nhiều lợn, vỏ sò quý hiếm hay các vật dụng khác để trao đổi mua bán hàng hóa. Kể từ thời điểm đó, các thương nhân đã tìm cách đơn giản hóa và tiêu chuẩn hóa các hợp đồng thương mại. [11] [12].
Thị trường vàng và bạc phát triển trong các nền văn minh cổ đại. Lúc đầu, các kim loại quý được đánh giá cao vì vẻ đẹp và giá trị của chúng gắn liền với hoàng tộc. [11] Theo thời gian, chúng được sử dụng để buôn bán và trao đổi với các hàng hóa khác, hoặc để thanh toán sức lao động [13] Vàng, được định lượng, sau đó trở thành tiền tệ. Sự khan hiếm của vàng và tính độc nhất của nó, cùng với đặc tính dễ dàng nấu chảy, định hình và đo lường đã khiến nó trở thành một tài sản giao dịch tự nhiên. [14]
Từ cuối thế kỷ 10, thị trường hàng hóa đã phát triển như một cơ chế phân bổ hàng hóa, lao động đất đai, vốn trên khắp châu Âu. Cuối thế kỷ 11 đến cuối thế kỷ 13, đô thị  hóa ở Anh cùng với các khu vực chuyên môn hóa, cơ sở hạ tầng được mở rộng và cải thiện, việc sử dụng tiền đúc trở nên phổ biến và sự xuất hiện ngày một nhiều của các chợ, hội chợ...chính là bằng chứng của quá trình thương mại hóa. [15] Năm 1466, việc lắp đặt và sử dụng cân khối lượng tại các làng Stolen và Osdorp đã giúp cho người dân của họ không còn phải đi đến Haarlem hoặc Amsterdam để cân pho mát và bơ sản xuất tại địa phương nữa – đó là một minh họa cho sự phát triển và mở rộng của thị trường.
Sở Giao dịch Chứng khoán Amsterdam, thường được coi là sàn giao dịch chứng khoán đầu tiên, có nguồn gốc là thị trường trao đổi hàng hóa. Giao dịch ban đầu trên Sở Giao dịch chứng khoán Amsterdam thường liên quan đến việc sử dụng các hợp đồng rất phức tạp, bao gồm bán khống, hợp đồng kỳ hạn và quyền chọn. "Giao dịch diễn ra tại Amsterdam Bourse, nơi tập trung không gian mở" vào năm 1530 và được xây dựng lại vào năm 1608. Bản thân các Sở Giao dịch Hàng hóa là một "phát minh" gần đây, chỉ tồn tại ở một số ít thành phố. [16]
Năm 1864 tại Hoa Kỳ, lúa mì, ngô, gia súc và lợn được giao dịch rộng rãi bằng cách sử dụng các công cụ tiêu chuẩn trên Sở Giao dịch hàng hóa Chicago (CBOT – Chicago Board of Trade) – một trong những sàn giao dịch kỳ hạn và  quyền chọn lâu đời nhất thế giới. Các mặt hàng lương thực khác đã được thêm vào Đạo luật Hàng hóa (Commodity Exchange Act – CEA) và được giao dịch thông qua CBOT trong những năm 1930 và 1940. Sau đó, sản phẩm giao dịch được mở rộng từ ngũ cốc bao gồm gạo, thức ăn chăn nuôi, bơ, trứng, khoai tây Alien và đậu nành. [17] Các thị trường hàng hóa được chấp nhận giao dịch, chẳng hạn như độ tinh khiết của vàng thỏi [18] Các nền văn minh cổ đại đã xây dựng một thị trường giao dịch toàn cầu phức tạp (vàng, bạc, vải, gỗ và vũ khí...) hầu hết trong số đó đều có tiêu chuẩn về chất lượng và tính hợp thời.
Trong suốt thế kỷ 19, "các Sở Giao dịch đã trở thành những nhà phát ngôn hiệu quả và những người đổi mới sáng tạo trong giao thông vận tải, kho bãi và tài chính, mở đường cho việc mở rộng thương mại giữa các tiểu bang và quốc tế" [20].
Danh tiếng và thanh toán bù trừ trở thành mối quan tâm trọng tâm. Các quốc gia có thể xử lý chúng một cách hiệu quả nhất các trung tâm tài chính hùng mạnh đã phát triển. [2]

## Chỉ số giá hàng hóa
Năm 1934, Cục Thống kê Lao động Hoa Kỳ (BLS) bắt đầu tính toán Chỉ số giá hàng hóa hàng ngày, được công bố rộng rãi, vào năm 1940. Đến năm 1952, Cục Thống kê lao động đã ban hành Chỉ số Giá thị trường giao ngay đo lường biến động giá của "22 hàng hóa nhạy cảm cơ bản được coi là một trong những hàng hóa đầu tiên chịu ảnh hưởng của những thay đổi về điều kiện kinh tế. Do đó, nó được coi là một dấu hiệu ban đầu về những thay đổi sắp xảy ra trong hoạt động kinh tế.
Tại Việt Nam, Sở giao dịch hàng hóa Việt Nam (MXV) cũng ban hành Bộ chỉ số hàng hóa MXV–Index bao gồm chỉ số thị trường hàng hàng hóa và các chỉ số Nông sản, Công nghiệp, Kim loại, Năng lượng để ghi nhận nhận những biến động thị trường hàng hóa.

## Quỹ chỉ số hàng hóa
Qũy chỉ số hàng hóa là quỹ có tài sản được đầu tư vào các công cụ tài chính dựa trên hoặc liên kết với chỉ số hàng hóa. Trong mọi trường hợp, chỉ số này trên thực tế là Chỉ số hàng hóa kỳ hạn. Chỉ số đầu tiên là Chỉ số hàng hóa Dow Jones (DJI), bắt đầu vào năm 1933. [23] Chỉ số hàng hóa kỳ hạn có thể đầu tư thực tế đầu tiên là Chỉ số hàng hóa Goldman Sachs, được tạo ra vào năm 1991, [24] và được gọi là "GSCI". Tiếp theo là Chỉ số Hàng hóa DJ AIG có các cơ chế định kỳ giới hạn trọng lượng của bất kỳ một loại hàng hóa nào và loại bỏ những hàng hóa có trọng lượng quá nhỏ. Sau các vấn đề tài chính của AIG vào năm 2008, quyền Chỉ số đã được bán cho UBS và bây giờ nó được gọi là chỉ số DJUBS. Các chỉ số hàng hóa khác bao gồm chỉ số Reuters/ CRB (là Chỉ số CRB cũ được tái cấu trúc vào năm 2005) và Chỉ số Roge

## Cash Commodity
Cash commodity hoặc "thực tế" đề cập đến hàng hóa vật chất – ví dụ: lúa mì, ngô, đậu nành, dầu thô, vàng, bạc – mà ai đó đang mua/ bán/ giao dịch được phân biệt với các sản phẩm phái sinh [2].

## Quyền chọn
Trong một quyền chọn mua, các đối tác tham gia vào một hợp đồng quyền chọn tài chính. Trong đó người mua (người giữ quyền nhưng không có nghĩa vụ) quyền được mua tài sản cơ sở vào một ngày xác định theo mức giá xác định. Người bán (người giữ quyền) quyền được bán tài sản cơ sở vào một ngày xác định theo mức giá xác định.

## Giao dịch điện tử
Trong các sàn giao dịch trên thị trường chứng khoán truyền thống như Sở giao dịch chứng khoán New York (NYSE), hầu hết hoạt động giao dịch diễn ra trong các "hố giao dịch" (trading pits) trong sự tương tác trực diện giữa người môi giới và người giao dịch viên. [26] Năm 1982, trao đổi thông tin tài chính Financial Information eXchange (FIX) được giới thiệu, cho phép trao đổi thông tin quốc tế theo thời gian thực liên quan đến các giao dịch thị trường. Ủy ban Chứng khoán và Giao dịch Hoa Kỳ đã ra lệnh cho các thị trường chứng khoán Hoa Kỳ chuyển đổi từ hệ thống phân số sang hệ thập phân vào tháng 4 năm 2001. Metrification, hay còn gọi là sự chuyển đổi từ hệ thống đo lường Anh sang hệ mét, đã được dùng nhiều hơn trong suốt thế kỷ 20. [27] Cuối cùng, các giao diện theo chuẩn FIX đã được các sàn giao dịch hàng hóa chấp nhận trên toàn cầu bằng cách sử dụng Giao thức FIX. Năm 2001, Chicago Board Trade và Chicago Mercantile Exchange (sau này hợp nhất thành CME Group – Sở Giao dịch hợp đồng kỳ hạn lớn nhất thế giới) [27] đã đưa ra giao diện theo chuẩn FIX của họ.
Đến năm 2011, hệ thống giao dịch thay thế (ATS – Alternative Trading System) của giao dịch điện tử có tính năng mua và bán mà không cần người môi giới trung gian. Giao dịch thuật toán tần suất cao (High – frequency trading – HFT) gần như đã loại bỏ các "dinosaur – floor – traders" (một cách để nói về các nhà giao dịch quy mô khổng lồ" [26] [ghi chú 2].

## Tính phức tạp và liên kết của thị trường toàn cầu
Sự tăng trưởng mạnh mẽ của các nền kinh tế thị trường mới nổi (EMEs như Brazils, Nga, Ấn Độ và Trung Quốc) bắt đầu từ những năm 1990, đã thúc đẩy thị trường hàng hóa rơi vào siêu chu kỳ. Quy mô và sự đa dạng của thị trường hàng hóa được mở rộng trên phạm vi quốc tế. [29] và các quỹ hưu trí và các quỹ tài sản quốc gia bắt đầu phân bổ nhiều vốn hơn cho hàng hóa, nhằm đa dạng hóa thành một loại tài sản ít phải chịu sự mất giá về tiền tệ hơn [30].
Năm 2012, khi các nền kinh tế thị trường mới nổi tăng trưởng chậm lại, giá hàng hóa đạt đỉnh và bắt đầu giảm. Từ năm 2005 đến năm 2013, giá thực của năng lượng và kim loại vẫn cao hơn mức trung bình dài hạn. Năm 2012, giá hàng thực của lương thực cao nhất kể từ năm 1982 [29]
Giá vàng miếng đã giảm mạnh vào ngày 12 tháng 4 năm 2013, sau đó các nhà phân tích điên cuồng tìm lời giải thích. Tin đồn lan truyền rằng Ngân hàng Trung ương Châu Âu (ECB) sẽ buộc Cyprus bán lượng vàng dự trữ của mình để đối phó với cuộc khủng hoảng tài chính. Các ngân hàng lớn như Goldman Sachs bắt đầu bán vàng miếng ngay lập tức. Các nhà đầu tư tranh giành để thanh lý các Quỹ hoán đổi (ETF) của họ [ghi chú 3] Geogre Gero, chuyên gia về hàng hóa kim loại quý tại bộ phận Quản lý tài sản của Ngân hàng Hoàng gia Canada (RBC) báo cáo rằng ông chưa từng thấy việc bán vàng miếng hoảng loạn như thế này trong suốt 40 năm trên thị trường hàng hóa. [31]
Quỹ hoán đổi lâu đời nhất (ETF), như SPDR Gold Shares NYSE Arca: GLD và iShares Silver Trust NYSE Arca: SLV, thực sự sở hữu hàng hóa vật chất. Tương tự các quỹ NYSE Arca: PALL (palladium) và NYSE Arca: PPLT (bạch kim). Tuy nhiên, hầu hết hàng hóa giao dịch trên Sàn giao dịch (ETC) đều thực hiện chiến lược giao dịch kỳ hạn. Vào thời điểm đó, Thủ tướng Nga Dmitry Medvedev đã cảnh báo rằng, nước Nga có thể chìm vào suy thoái. Ông cho rằng "Chúng ta đang sống trong một thế giới năng động, với tốc độ phát triển chóng mặt, mang tính toàn cầu, phức tạp và đôi khi không thể theo kịp". Các nhà phân tích cho rằng nền kinh tế Nga phụ thuộc quá nhiều vào hàng hóa. [32]

## Hợp đồng trên thị trường hàng hóa
Hợp đồng Giao ngay là một thảo thuận trong đó việc giao hàng và thanh toán diễn ra gần như ngay lập tức. Giao dịch thực thường bao gồm việc kiểm tra trực quan và được thực hiện tại các thị trường thực tế như chợ nông sản. Mặt khác, các thị trường phái sinh đòi hỏi sự tồn tại của các tiêu chuẩn đã thỏa thuận để có thể thực hiện các giao dịch mà không cần kiểm tra trực quan.

## Tiêu chuẩn
Đậu tương kỳ hạn của Hoa Kỳ, đối với một số khác, sẽ không phải là loại tiêu chuẩn nếu chúng là "Thực phẩm biến đổi gien (GMO) hoặc sự pha trộn của Đậu tương loại 2 biến đổi gien và không biến đổi gien có nguồn gốc Indiana, Ohio và Michigan được sản xuất tại Hoa Kỳ (không qua sàng lọc, bảo quản trong lò silo).  Chúng thuộc loại "đủ tiêu chuẩn giao nhận" nếu là "thực phẩm biến đổi gien" hoặc hỗn hợp đậu tương loại 2 biến đổi gien và không biến đổi gien có nguồn gốc lowa, lllinois và Wisconsin được sản xuất tại Hoa Kỳ (không qua sàng lọc, bảo quản trong silo). Lưu ý sự phân biệt giữa các tiểu bang và cần phải đề cập rõ ràng tình trạng của chúng là GMO (sinh vật biến đổi gien), điều này khiến chúng không được chấp nhận đối với hầu hết người mua thực phẩm hữu cơ.
Các thông số kỹ thuật tương tự áp dụng cho bông, nước cam, ca cao, đường, lúa mì, ngô, lúa mạch, sữa, thức ăn chăn nuôi, trái cây, rau, ngũ cốc khác, các loại đậu khác, cỏ khô, gia súc, thịt, gia cầm, trứng, hoặc bất kỳ hàng hóa khác được giao dịch như vậy.
Việc chuẩn hóa cũng diễn ra về mặt công nghệ, vì việc sử dụng chuẩn giao thức FIX bởi các sàn giao dịch hàng hóa đã cho phép gửi, nhận và xử lý các thông tin giao dịch ở cùng một định dạng như cổ phiếu. Quá trình này bắt đầu vào năm 2001 khi Sở Giao dịch Chicago đưa ra giao diện theo chuẩn FIX đã được các sàn giao dịch hàng hóa trên thế giới chấp nhận.

## Phái sinh hàng hóa
Các công cụ phái sinh đã phát triển từ các hợp đồng hàng hóa kỳ hạn đơn giản thành một nhóm đa dạng các công cụ tài chính áp dụng cho mọi loại tài sản, bao gồm thế chấp, bảo hiểm và nhiều loại khác. Hợp đồng kỳ hạn, Hoán đổi (1970s), hàng hóa giao dịch tập trung (ETC) (2003s), hợp đồng kỳ hạn tiêu chuẩn... là những ví dụ. Chúng có thể được giao dịch thông qua các Sở Giao dịch chính thức hoặc thông qua mua bán thị trường phi tập trung (OTC). Ví dụ, các công cụ phái sinh của thị trường hàng hóa không giống như các công cụ phái sinh tín dụng, được bảo đảm bằng các tài sản vật chất hoặc hàng hóa [3].

### Hợp đồng kỳ hạn
Hợp đồng kỳ hạn là sự thỏa thuận giữa hai bên để trao đổi hàng hóa với một số lượng nhất định vào một ngày cố định trong tương lai với một mức giá cụ thể được xác định khi hợp đồng đáo hạn. Giá cố định còn được gọi là giá kỳ hạn. Các hợp đồng kỳ hạn như vậy bắt đầu như một cách để giảm rủi ro về giá trên thị trường thực phẩm và nông sản. Bằng cách đồng ý trước về giá cho lần giao hàng trong tương lai, người nông dân có thể bảo vệ đầu ra của mình trước sự sụt giảm giá thị trường và ngược lại người mua có thể tự bảo vệ họ trước sự gia tăng có thể xảy ra của giá trên thị trường.

### Hợp đồng kỳ hạn tiêu chuẩn
Hợp đồng kỳ hạn tiêu chuẩn là hợp đồng kỳ hạn được tiêu chuẩn hóa và giao dịch thông qua một sàn giao dịch. Trong hợp đồng kỳ hạn tiêu chuẩn, người mua và người bán quy định sản phẩm, chất lượng, số lượng và địa điểm và để giá cả là biến số duy nhất [33].
Hợp đồng kỳ hạn tiêu chuẩn nông nghiệp là hợp đồng lâu đời nhất, được sử dụng ở Hoa Kỳ trong hơn 170 năm. [34] Các thảo thuận tương lai hiện đại, bắt đầu ở Chicago vào những năm 1840 với sự xuất hiện của ngũ cốc. [35] Chicago, nằm ở vị trí trung tâm, nổi lên như là trung tâm giữa nông dân miền Trung Tây và các trung tâm dân cư bờ biển phía đông ở Mỹ.

### Hợp đồng hoán đổi (SWAPS)
Hợp đồng Hoán đổi là một công cụ phái sinh trong đó hai bên đồng ý hoán đổi các dòng tiền của sản phẩm tài chính này của một bên với sản phẩm tài chính kia của một bên khác. Sản phẩm này được đưa ra vào năm 1970s.[36] [37]

### Giao dịch hàng thóa thông qua Sở giao dịch tập trung (ETCs)
ETCs là thuật ngữ được sử dụng cho các Quỹ giao dịch hàng hóa tập trung (là quỹ) hoặc các trái phiếu mua bán hàng hóa tập trung (là trái phiếu). Những số liệu này theo dõi hiệu suất của chỉ số hàng hóa cơ bản bao gồm tổng chỉ số lợi nhuận dựa trên một loại hàng hóa duy nhất. Chúng tương tự như ETF, được giao dịch và thanh toàn giống hệt như các quỹ chứng khoán. Các ETC có sự hỗ trợ của nhà tạo lập thị trường với tính thanh khoản được đảm bảo, cho phép các nhà đầu tư dễ dàng đầu tư vào hàng hóa. Được giới thiệu vào năm 2003.
Lúc đầu, chỉ các nhà đầu tư tổ chức chuyên nghiệp mới có quyền truy cập, nhưng các sàn giao dịch trực tuyến đã mở một số thị trường ETC cho hầu hết mọi người. ETC được giới thiệu một phần để đáp ứng nguồn cung hàng hóa thắt chặt vào năm 2000, kết hợp với tồn kho thấp kỷ lục và nhu cầu ngày càng tăng từ các thị trường mới nổi như Trung Quốc và Ấn Độ [38].
Trước khi ra đời ETC, vào những năm 1990, các quỹ ETF do Barclays Global Investors (BGI) tiên phong đã tạo ra một cuộc cách mạng trong ngành quỹ tương hỗ. [38] Vào cuối tháng 12 năm 2009, tài sản của BGI đạt mức cao nhất mọi thời đại là 1 nghìn tỷ đô la. [39]
Vàng là hàng hóa đầu tiên được chứng khoán hóa thông qua Quỹ hoán đổi (ETF) vào đầu những năm 1990, nhưng nó không có sẵn để giao dịch cho đến năm 2003. [38] Ý tưởng về quỹ ETF vàng lần đầu tiên được chính thức lên ý tưởng bởi Công ty Brenchmark Asset Management Company Private Ltd ở Ấn Độ, khi họ đệ trình đề xuất lên Ủy ban Chứng khoán và Giao dịch của Ấn Độ vào tháng 5 năm 2002. [40] Quỹ giao dịch trao đổi vàng đầu tiên là Gold Bullion Securities ra mắt trên ASX vào năm 2003 và Quỹ giao dịch trao đổi bạc đầu tiên là iShares Silver Trust được ra mắt trên NYSE vào năm 2006. Kể từ tháng 11 năm 2010, một ETF hàng hóa, cụ thể là SPDR Gold Shares, là ETF lớn thứ hai theo vốn hóa thị trường. [41]
Nói chung, ETF hàng hóa là quỹ chỉ số theo dõi các chỉ số không phải chứng khoán. Bởi vì họ không đầu tư vào chứng khoán, ETF hàng hóa không được quy định là công ty đầu tư theo Đạo luật Công ty Đầu tư năm 1940 ở Hoa Kỳ, mặc dù việc phát hành ra công chúng của họ phải chịu sự xem xét của SEC và họ cần có thư miễn kiện của SEC theo Đạo luật Chứng khoán năm 1934. Tuy nhiên, chúng có thể phải tuân theo quy định của Ủy Ban Giao dịch Hàng hóa Kỳ hạn CFTC.[42] [43] Các ETF hàng hóa sớm nhất, chẳng hạn như SPDR Gold Shares NYSE Arca: GLD và iShares Sliver Trust NYSE Ara: SLV, thực sự sở hữu hàng hóa vật chất (ví dụ: thanh vàng và bạc). Tương tự là NYSE Arca: PALL (palladium) và NYSE Arca: PPLT (bạch kim). Tuy nhiên, hầu hết các ETC thực hiện chiến lược giao dịch hợp đồng kỳ hạn, chiến lược này có thể tạo ra kết quả khá khác với việc sở hữu hàng hóa.
Giao dịch ETFs hàng hóa cho thấy sự liên đới và càng nhiều hơn các loại hàng hóa và chỉ số hàng hóa, bao gồm năng lượng, kim loại và nông nghiệp. Nhiều quỹ hàng hóa, chẳng hạn như dầu được nối tiếp liên tục được gọi là hợp đồng kỳ hạn tháng trước từ tháng này sang tháng khác. Điều này cho thấy mối liên quan với hàng hóa, nhưng khiến nhà đầu tư phải chịu rủi ro liên quan đến các mức giá khác nhau dọc theo cấu trúc kỳ hạn, chẳng hạn như chi phí cao để đảo kỳ hạn [7] [8].
Các ETC ở Trung Quốc và Ấn Độ ngày càng trở nên quan trọng do sự xuất hiện của các quốc gia đó với tư cách là người tiêu dùng và nhà sản xuất hàng hóa. Trung Quốc chiếm hơn 60% hàng hóa trao đổi trong năm 2009, tăng so với 40% của năm trước. Khối lượng ETC toàn cầu đã tăng 20% trong năm 2010 và 50% kể từ năm 2008, lên khoảng 2,5 tỷ triệu hợp đồng {{[44]}}.

### Thị trường phi tập trung OTC
Giao dịch hàng hóa phái sinh trên thị trường phi tập trung (OTC) ban đầu có sự tham gia của hai bên, không có sàn giao dịch tập trung. Giao dịch thông qua Sở Giao dịch tập trung cung cấp sự minh bạch hơn và sự bảo hộ của pháp luật. Trong giao dịch OTC, giá thường không được công khai. Hàng hóa OTC phái sinh có rủi ro cao hơn nhưng cũng có thể đem lại lợi nhuận cao hơn [45].
Từ năm 2007 đến năm 2010, xuất khẩu hàng hóa vật chất toàn cầu giảm 2%, trong khi giá trị hiện thời của hàng hóa OTC phái sinh giảm 2/3 do các nhà đầu tư giảm rủi ro sau mức tăng gấp 5 lần trong 3 năm trước đó.
Số tiền được quản lý tăng hơn gấp đôi từ năm 2008 đến năm 2010 lên gần 380 tỷ đô la. Tổng dòng vốn vào lĩnh vực này đạt hơn 60 tỷ đô la trong năm 2010, năm cao thứ hai trong kỷ lục, giảm so với mức 72 tỷ đô la của năm trước đó. Phần lớn quỹ đổ vào kim loại quý và các sản phẩm năng lượng. Sự tăng giá của nhiều mặt hàng trong năm 2010 đã góp phần làm tăng giá trị của các quỹ hàng hóa đang quản lý. [46]

## Sở Giao dịch Hàng hóa
Sở Giao dịch hàng hóa là một Sở giao dịch các hàng hóa và phái sinh khác nhau được giao dịch. Hầu hết các thị trường hàng hóa trên toàn thế giới đều buôn bán nông sản và các nguyên liệu thô khác (như lúa mỳ, lúa mạch, đường, ngô, bông, ca cao, cà phê, sản phẩm sữa, thịt lợn, dầu, kim loại... và các hợp đồng dựa trên chúng. Các hợp đồng này có thể bao gồm giá giao ngay, kỳ hạn, hợp đồng kỳ hạn tiêu chuẩn và các tùy chọn về hợp đồng kỳ hạn, Các sản phẩm phức tạp khác có thể bao gồm lãi suất, công cụ môi trường, hoán đổi hoặc hợp đồng vận chuyển hàng hóa. [2]
SỞ GIAO DỊCH HÀNG HÓA LỚN NHẤT THẾ GIỚI
| Sở Giao dịch                  | Quốc gia                          | Khối lượng giao dịch ($/tháng) |
| CME Group                     | Hoa Kỳ                            | $ 268,000,000                  |
| Sở Giao dịch Tokyo            | Nhật Bản                          | -                              |
| Euronext                      | Pháp, Bỉ, Hà Lan, Bồ Đào Nha, Anh | -                              |
| Sở Giao dịch Đại Liên         | Trung Quốc                        | -                              |
| Sở Giao dịch MCE              | Ấn Độ                             | -                              |
| Sở Giao dịch Liên lục địa ICE | Hoa Kỳ, Canada, Trung Quốc, Anh   | -                              |
| Sở Giao dịch AME              | Kenya, Châu Phi                   | -                              |
| Sở Giao dịch Uzbek            | Taskent, Uzbekistan               | -                              |

## Các nhóm hàng hóa được giao dịch
NHÓM CÁC HÀNG HÓA ĐƯỢC GIAO DỊCH HÀNG ĐẦU
| Xếp hạng | Hàng hóa                                            | Giá trị ($US '000) | Thời gian cập nhật |
| 1        | Nhiên liệu, dầu, sản phẩm chưng cất...              | $2,183,079,941     | 2012               |
| 2        | Thiết bị điện, điện tử                              | $1,833,534,414     | 2012               |
| 3        | Máy móc, lò phản ứng hạt nhân, nồi hơi...           | $1,763,371,813     | 2012               |
| 4        | Các phương tiện khác ngoài đường sắt, đường xe điện | $1,076,830,856     | 2012               |
| 5        | Nhựa và các sản phẩm bằng chất dẻo                  | $470,226,676       | 2012               |
| 6        | Thiết bị quang học, hình ảnh, kỹ thuật, y tế...     | $465,101,524       | 2012               |
| 7        | Dược phẩm                                           | $443,596,577       | 2012               |
| 8        | Sắt và thép                                         | $379,113,147       | 2012               |
| 9        | Hóa chất hữu cơ                                     | $377,462,088       | 2012               |
| 10       | Ngọc trai, đá quý, kim loại, tiền xu...             | $348,155,369       | 2012               |

### Năng lượng
Các mặt hàng năng lượng bao gồm dầu thô, đặc biệt là dầu thô West Texas Intermediate (WTI) và dầu thô Brent, khí đốt tự nhiên, etanol và axit terephthalic tinh khiết. Bảo hiểm rủi ro là một thực tế phổ biến đối với những mặt hàng này.

#### Dầu thô và khí đốt tự nhiên
Trong nhiều năm, dầu thô West Texas Intermediate (WTI), một loại dầu thô ngọt nhẹ (sweet), là mặt hàng được giao dịch nhiều nhất trên thế giới. WTI là một cấp được sử dụng làm giá tham chiếu cho mặt hàng dầu. Nó là hàng hóa cơ bản của các hợp đồng kỳ hạn dầu mỏ của Sở Giao dịch Chicago. WIT thường được đề cập đến trong các báo cáo tin tức về giá dầu, cùng với dầu thô Brent. WTI nhẹ và ngọt hơn đáng kể so với Dubai hoặc Oman. [49]
Từ tháng 4 đến tháng 10 năm 2012, hợp đồng kỳ hạn dầu Brent đã vượt quá giá trị của hợp đồng WIT, kỷ lục dài nhất kể từ ít nhất là năm 1995. [50].
Dầu thô có thể nhẹ hoặc nặng. Dầu là dạng năng lượng đầu tiên được giao dịch rộng rãi. Một số đầu cơ thị trường hàng hóa liên quan trực tiếp đến sự ổn định của một số quốc gia nhất định, ví dụ như Irap, Bahrain, Iran, Venuzuela và nhiều quốc gia khác. Hầu hết các thị trường hàng hóa không quá ràng buộc với chính trị của khu vực đầy biến động.
Dầu và xăng được giao dịch theo đơn vị 1.000 thùng (42.000 US gallon). Dầu thô WTI được giao dịch thông qua NYMEX với ký hiệu giao dịch CL và thông qua Sở Giao dịch liên lục địa (ICE) với ký hiệu giao dịch WBS. Dầu thô Brent được giao dịch thông qua ICE với ký hiệu giao dịch BRN và trên CME với ký hiệu giao dịch BZ. Gulf Coast Gasoline được giao dịch thông qua NYMEX với ký hiệu giao dịch là LR. Xăng (hỗn hợp xăng được cải tiến để pha trộn oxy hoặc RBOB) được giao dịch thông qua NYMEX với ký hiệu giao dịch RB. Propane được giao dịch thông qua NYMEX, một công ty con của Intercontinental Exchange từ đầu năm 2013, thông qua ký hiệu giao dịch PN.
Khí tự nhiên được giao dịch thông qua NYMEX với đơn vị 10.000 triệu BTU với ký hiệu giao dịch là NG. Dầu sưởi được giao dịch thông qua NYMEX dưới ký hiệu giao dịch HO.

#### Khác
Axit terephthalic tinh khiết (PTA) được giao dịch qua ZCE theo đơn vị 5 tấn với ký hiệu giao dịch là TA. Ethanol được giao dịch tại CBOT theo đơn vị 29.000 gal của Hoa Kỳ dưới các ký hiệu giao dịch AC (Phiên đấu giá mở) và ZE (điện tử).

### Kim loại

#### Kim loại quý
Các kim loại quý hiện đang được giao dịch trên thị trường hàng hóa bao gồm vàng, bạch kim, paladi và bạc được bán theo đơn vị Ounce troy. Một trong những Sở Giao dịch chính cho các kim loại quý này là COMEX.
Theo Hội đồng Vàng Thế giới, đầu tư vào vàng là động lực chính thúc đẩy tăng trưởng của ngành. Giá vàng biến động mạnh, do dòng tiền đầu cơ lớn thúc đẩy. [51]

#### Kim loại công nghiệp
Kim loại công nghiệp được giao dịch theo đơn vị tấn thông qua Sở Giao dịch Kim loại London (LME) và NYMEX (New York Mercantile Exchange). Các giao dịch của Sở Giao dịch Kim loại London bao gồm Đồng, Nhôm, Chì, Thiếc, hợp kim Nhôm, Niken, Coban, và Molypden. Năm 2007, thép bắt đầu được giao dịch chính thức trên Sở Giao dịch Kim loại London.
Quặng sắt là chất bổ sung mới nhất cho các dẫn xuất kim loại công nghiệp. Deutsche Bank lần đầu tiên bắt đầu cung cấp dịch vụ hoán đổi quặng sắt vào năm 2008, các ngân hàng khác cũng nhanh chóng làm theo. Kể từ đó, quy mô của thị trường đã tăng hơn gấp đôi mỗi năm từ năm 2008 đến năm 2012. [52]

### Nông nghiệp
Các mặt hàng nông nghiệp bao gồm ngũ cốc, thực phẩm và chất xơ cũng như gia súc và thịt, các cơ quan quản lý khác nhau định nghĩa các sản phẩm nông nghiệp. [53]
Năm 1900, diện tích trồng ngô gấp đôi diện tích trồng lúa mì ở Hoa Kỳ. Nhưng từ những năm 1930 đến những năm 1970, diện tích đậu tương đã vượt qua ngô. Vào đầu những năm 1970, giá ngũ cốc và đậu tương, vốn tương đối ổn định, đã "tăng vọt lên mức không thể tưởng tượng được vào thời điểm đó". Có một số yếu tố ảnh hưởng đến giá cả bao gồm "giá dầu thô tăng vọt do cuộc cấm vận dầu mỏ của Ả Rập vào tháng 10 năm 1973 (lạm phát của Mỹ lên tới 11% vào năm 1975)". [54]
Vào ngày 21 tháng 7 năm 2010, Quốc hội Hoa Kỳ đã thông qua Đạo luật Cải cách Phố Wall và Bảo vệ Người tiêu dùng Dodd – Frank với những thay đổi với định nghĩa về hàng hóa nông nghiệp. Định nghĩa hoạt động được Dodd – Frank sử dụng bao gồm "[a] II là các hàng hóa khác hoặc từng là, hoặc có nguồn gốc từ các sinh vật sống, bao gồm cả thực vật, động vật và thủy sinh vật, thường cso thể thay thế được, trong các loại tương ứng của chúng và được sử dụng chủ yếu để làm thực phẩm, nơi ở, thức ăn gia súc hoặc chất xơ tự nhiên." Ba loại khác đã được giải thích và liệt kê. [55]
Vào tháng 2 năm 2013, Trường Luật Cormell đưa danh sách bao gồm: gỗ xẻ, đậu nành, dầu hạt, gia súc (gia súc và lợn sống), các sản phẩm từ sữa. Các mặt hàng nông nghiệp có thể bao gồm gỗ xẻ (gỗ và rừng), các loại ngũ cốc dự trữ (lúa mì, yến mạch, lúa mạch, lúa mạch đen, lúa miến, bông, lanh, thức ăn gia súc, cỏ khô thuần hóa, cỏ bản địa), rau (khoai tây, cà chua, ngô ngọt, khô đậu, đậu Hà Lan khô, đậu Hà Lan đông lạnh và đóng hộp), trái cây (cam quýt như cam, táo, nho) ngô, thuốc lá, gạo, đậu phộng, củ cải đường, mía, hoa hướng dương, nho khô, cây ươm, các loại hạt, phức hợp đậu tương, cá nuôi trồng thủy sản các loài trang trại như cá vây tay, nhuyễn thể, giáp xác, động vật, không xương sống thủy sinh, lưỡng cư, bò sát hoặc đời sống thực vật được nuôi trồng trong các trang trại thực vật thủy sinh [56] [57]

### Kim cương
Tính đến năm 2012, kim cương không được giao dịch như một loại hàng hóa. Các nhà đầu tư tổ chức đã bị đẩy lùi bởi chiến dịch chống lại "kim cương máu", cấu trúc độc quyền của thị trường kim cương và việc thiếu các tiêu chuẩn thống nhất để định giá kim cương. Vào năm 2012, SEC đã xem xét đề xuất thành lập: Quỹ giao dịch hoán đổi kim cương" đầu tiên sẽ giao dịch kim cương trực tuyến theo đơn vị kim cương một carat với một kho lưu trữ và điểm giao hàng ở Antwerp, quê hương của Antwerp Diamond Bourse. Quỹ trao đổi được hỗ trợ bởi một công ty có trụ sở tại Thành phố New York có tên là IndexIQ. IndexIQ đã giới thiệu 14 Quỹ hoán đổi kể từ năm 2008. [51] [58] [ghi chú 4].
Theo các nhà phân tích của Citigroup, sản lượng kim cương đánh bóng hàng năm vào khoảng 18 tỷ USD. Giống như vàng, kim cương dễ dàng xác thực và có độ bền cao, giá kim cương ổn định hơn so với kim loại này, vì De Beers độc quyền kim cương toàn cầu từng nắm giữ gần 90% (đến năm 2013 giảm xuống còn 40%) thị trường kim cương mới. [51]

## Các Sở Giao dịch Hàng hóa khác
Cao su được giao dịch trên Sở Giao dịch Hàng hóa  Singapore với đơn vị 1 kg tính theo xu Mỹ. Dầu cọ được giao dịch trên đồng Ringgit Malaysia (RM), Bursa Malaysia theo đơn vị 1 kg tính bằng US cent. Len được giao dịch trên AUD với đơn vị là 1 kg. Polypropylene và Polyethylene mật độ thấp tuyến tính (LL) đã giao dịch trên Sở Giao dịch Kim loại London (LME) theo đơn vị 1.000 kg được định giá bằng USD nhưng đã bị giảm vào năm 2011.
Tại Việt Nam, giao dịch hàng hóa được giao dịch thông qua Sở Giao dịch Hàng hóa Việt Nam (MXV) và đối tượng giao dịch bao gồm cá nhân và tổ chức, không phụ thuộc vào giao dịch phòng vệ giá hay không (theo Văn bản phạm vi tài phán Tháng 5, năm 2021 của Sở Giao dịch liên lục địa ICE phân nhánh Châu Âu về thị trường Việt Nam). Ngoài việc giao dịch các sản phẩm đặc thù trên các sàn giao dịch hàng hóa tại Việt Nam, Sở Giao dịch Hàng hóa Việt Nam còn kết nối liên thông giao dịch với 6 Sở Giao dịch Hàng hóa lớn trên thế giới.

## Các cơ quan và chính sách quy định

### Hoa Kỳ
Tại Hoa Kỳ, cơ quan quản lý chính của thị trường hàng hóa và giao sau là Ủy ban Giao dịch Hàng hóa kỳ hạn Hoa Kỳ (CFTC). Hiệp hội kỳ hạn Quốc gia (NFA) được thành lập vào năm 1976 và là tổ chức tự quản. Các hoạt động điều tiết đầu tiên của NFA bắt đầu vào năm 1982 và tuân theo Đạo luật Hàng hóa của Ủy ban Giao dịch Hàng hóa Kỳ hạn Hoa Kỳ.
Dodd – Frank được ban hành để đối phó với cuộc khủng hoảng tài chính năm 2008. Nó kêu gọi "các biện pháp mạnh mẽ để hạn chế đầu cơ vào hàng hóa nông nghiệp" kêu gọi CFTC hạn chế hơn nữa các vị thế và điều chỉnh các giao dịch mua bán tự do. [60]

### Liên minh Châu Âu
Định hướng Công cụ Tài chính thị trường thuộc Liên Minh Châu Âu (MiFID) là nền tảng của Kế hoạch Hành động Dịch vụ Tài chính của Ủy ban Châu Âu nhằm điều chỉnh hoạt động của các thị trường dịch vụ tài chính của Liên minh Châu Âu. Nó đã được xem xét vào năm 2012 bởi Nghị viện Châu Âu (EP) và Hội đồng các vấn đề kinh tế và tài chính (ECOFIN). Nghị viện Châu Âu đã thông qua phiên bản sửa đổi của MiFID II vào ngày 26 tháng 10 năm 2012 bao gồm "các điều khoản về hạn mức đối với các sản phẩm phái sinh hàng hóa", nhằm "ngăn chặn lạm dụng thị trường" và hỗ trợ "các điều kiện định giá và thanh toán có trật tự".
Cơ quan Thị trường và Chứng khoán Châu Âu (Esma), có trụ sở tại Paris và được thành lập vào năm 2011, là một "cơ quan giám sát thị trường tài chính toàn EU". Esma đưa ra hạn mức đối với các dẫn xuất hàng hóa như được mô tả trong MiFID II. [62]
EP đã bỏ phiếu ủng hộ quy định mạnh mẽ hơn đối với các thị trường phái sinh hàng hóa vào tháng 9 năm 2012 để "chấm dứt tình trạng lạm dụng đầu cơ trên thị trường hàng hóa" đang "thúc đẩy giá lương thực toàn cầu tăng và biến động giá". Vào tháng 7 năm 2012, "giá lương thực trên toàn cầu đã tăng 10 phần trăm" (Ngân hàng Thế giới 2012). Arlene McCarthy – quản lý cấp cao MEP kêu gọi "hãm đà đầu cơ lương thực quá mức và đầu cơ những người khổng lồ kiếm lợi từ nạn đói" chấm dứt những hành vi trái đạo đức "chỉ phục vụ lợi ích của những kẻ trục lợi". [63] Vào tháng 3 năm 2012, Thành viên EP Markus Ferber đã đề xuất sửa đổi các kiến nghị của Ủy ban Châu Âu, nhằm tăng cường các hạn chế đối với giao dịch tần suất cao và thao túng giá hàng hóa [64]

### Tại Việt Nam
Sở Giao dịch Hàng hóa Việt Nam (Mercantile Exchange Of VietNam - MXV) là đơn vị tổ chức thị trường giao dịch hàng hóa tập trung quy mô cấp quốc gia đầu tiên tại Việt Nam, dưới sự quản lý trực tiếp của Bộ Công Thương.